# АР Муругадос
АР Муругадос (там. ஆர். முருகதாஸ், англ. AR Murugadoss; род. 25 сентября 1974 года) — индийский кинорежиссёр, сценарист и продюсер, снимающий фильмы на хинди, телугу и тамильском языке.

## Ранние годы
Муругадос родился в городке Каллакеричи, штат Тамилнад, Индия. Его отец владел небольшим магазином. Помимо Муругадоса в семье было три (или четыре) старшие дочери и два младших сына.
В детстве он посещал местную государственную школу, у которой даже не было своего места и классов.
Степень бакалавра получил в колледже Епископа Хибера в Тиручирапалли,
после чего переехал в Ченнаи, чтобы стать режиссёром, о чём мечтал с девяти лет.
Инициалы АР он взял перед запуском своего дебютного фильма, использовав первые две буквы имени отца.

## Карьера
Через год он устроился помощником режиссёра в фильм Madurai Meenakshi (1993), а после стал ассистентом писателя П. Калаймани, сочинявшего также сценарии фильмов. За три года он помог своему работодателю в написании 13 сценариев.
Дебютировать как режиссёр Муругадос смог только спустя восемь лет после приезда в Ченнаи и благодаря рекомендациям режиссёра Сурьи, у которого работал ассистентом на съёмках фильма Kushi.
В 2000 году, самостоятельно написав сценарий, он показал его актёру Аджиту Кумару и, заручившись его согласием, приступил к съёмкам своего дебютного фильма Dheena. Фильм получил неплохие отзывы и имел успех в прокате.
Второй фильм Муругадоса — Ramanaa с Виджаякантом в главной роли, рассказывал о человеке, взявшем на себя бремя борьбы с коррупцией и использующем для этого самые жёсткие методы. Картина имела успех у критиков и аудитории, получила первый приз Кинопремии штата Тамил-Наду за лучший фильм и принесла Муругадосу ту же премию за лучшие диалоги.
После выхода Ramana в 2002 году Муругадос намеревался снять ленту с Аджитом и Асин под названием Mirattal. Были выпущены промо-постеры, но после двух дней съёмок ведущий актёр потерял интерес к проекту.
Роль предлагали разным актёрам, но согласился только Сурья Шивакумар, пообещав приступить к съёмкам в декабре 2004 года.
В январе 2005 название фильма сменили на Gajini. 
По сюжету фильм был похож на «Помни» Кристофера Нолана, главный герой также страдает неспособностью помнить что-либо дольше пяти минут, но при этом желает отомстить убийце своей возлюбленной.
Сценарий первого фильма на языке телугу Муругадоса, Stalin, также был вдохновлён голливудской картиной, а именно «Заплати другому».
Главную роль в Stalin сыграл звезда Толливуда Чирандживи.
Фильм был показан на Индийском международном кинофестивале 2006 года в секции «индийский мейнстрим»,
а в 2014 году переснят на хинди.
В 2008 году Муругадос снял ремейк собственной картины Gajini на хинди, несмотря на то, что почти на нём не говорил.
Фильм получил аналогичное название, главную мужскую роль исполнил Аамир Хан, а в качестве героини была приглашена исполнительница оригинальной роли — Асин. 
Концовка фильма была полностью переписана Аамиром, что по мнению режиссёра сделало его лучше тамильской версии.
Критики сошлись на том, что Муругадос снял хорошую масалу.
Таран Адарш с сайта Bollywood Hungama отметил, что режиссёр «не только придумал интересную историю, но и представил её [освежающе] по-иному. Рассказчик уравновешивает светлые моменты и те из них, что требуют глубины со знанием дела».
«Гаджини» первым среди индийских фильмов собрал в прокате более 200 крор (2 млрд рупий) и стал самым кассовым фильмом Индии (год спустя этот рекорд побил другой фильм с Аамиром Ханом, «3 идиота»).
Он также был номинирован на премию Filmfare как «лучший фильм» и за лучшую режиссуру и получил несколько менее престижных наград.
Два года спустя Муругадос взялся за съёмки научно-фантастического боевика 7aum Arivu на тамильском языке с Сурьей и Шрути Хасан в главных ролях, о потомке легендарного Бодхидхармы, вставшем на защиту родины. Показ жизни исторического персонажа заработал похвалу критиков, но в остальном фильм сочли излишне предсказуемым.
Несмотря на смешанные отзывы, картина собрала в прокате 900 млн рупий, которые в основном пошли на покрытие высокого бюджета в 800 млн,
и была номинирована на южно-индийскую премию Filmfare, в том числе и за лучшую режиссуру.
Сразу после 7aum Arivu Муругадос принялся за создание боевика «Тайное оружие», главную роль в котором он предложил Виджаю ещё до выхода своего предыдущего фильма.
Сюжет рассказывает о солдате индийской армии, который приехав домой в увольнение, оказывается втянут в борьбу со спящими ячейками террористов. Героиню фильма сыграла Каджал Агарвал, а главного антагониста — Видьют Джамвал.
Фильм получил положительные отзывы критиков
и собрал хорошую кассу, став вторым  тамильским фильмом в истории, заработавшим более 100 крор (1 млрд рупий),
а Муругадос был во второй раз номинирован на Filmfare Awards South.
В следующие годы Муругадос попробовал себя на ниве продюсерства, произведя такие фильмы, как Vathikuchi, «Он и Она» и Maan Karate. Для последнего он также написал сценарий. Параллельно с этим режиссёр переснял свой «Тайное оружие» на хинди. «У солдата выходной» с Акшаем Кумаром и Сонакши Синха в главных ролях вышел на экраны в середине 2014 года. Кинокритик Таран Адарш заключил, что режиссёр «использует верные приёмы, чтобы угодить жаждущему развлечений зрителю: изобилующий поворотами сценарий, столкновение добра со злом, рукопашные бои, тонкий юмор, напряженный финал и так далее».
В прокате кинолента собрала больше 100 крор.
В том же году Муругадос выпустил тамильский боевик «Кинжал» с Виджаем, Самантой и Нилом Нитином Мукешем, который рассказывает о беглом преступнике, который, чтобы избежать тюрьмы, поменялся местами с борцом за права крестьян и, проникнувшись его идеями, продолжил его борьбу. Самую высокую оценку фильму дал Пракаш Упадхайя из International Business Times отметив, что режиссёр пролил свет на проблемы, с которыми фермеры сталкиваются из-за глобализации.
Картина вошла в число самых кассовых тамильских фильмов 2014 года, собрав в прокате 124 крора (1,24 млрд рупий),
а Муругадос был награждён Filmfare Award за лучшую режиссуру в фильме на тамили.
После этого он решил заняться производством ремейка на хинди тамильского фильма Mouna Guru (2011). Однако Санта Кумар, режиссёр оригинального фильма в это время был занят на съёмках, и Муругадос сам сел в режиссёрское кресло. Он также внёс изменения в сценарий, сделав центральным персонажем девушку.
Фильм получил название Akira в честь главной героини, которую сыграла Сонакши Синха. Мнение критиков о нём разделилось, одни дали высокие оценки и назвали работу режиссёра хорошей, а фильм захватывающим.
Другие оценили его на 2 балла из 5, отметив поверхностный подход к внутреннему смятению героини, непоследовательный сценарий и неубедительную кульминацию.
Публика тоже отнеслась к нему скептически, фильм стал первым кассовым провалом Муругадоса.
Режиссёр же тем временем приступил к съёмкам боевика Spyder, главную роль в котором сыграл Махеш Бабу, с которым Муругадос договорился ещё до выхода Akira.
Фильм получил смешанные отзывы.

## Фильмография
| Год выхода | Русское название | Оригинальное название    | Сферы деятельности | Сферы деятельности | Сферы деятельности | Примечания                                              |
| Год выхода | Русское название | Оригинальное название    | Режиссёр           | Продюсер           | Сценарист          | Примечания                                              |
| ---------- | ---------------- | ------------------------ | ------------------ | ------------------ | ------------------ | ------------------------------------------------------- |
| 2001       |                  | Dheena (там.)            | Да                 |                    | Да                 |                                                         |
| 2002       |                  | Ramana (там.)            | Да                 |                    | Да                 | Государственная кинопремия Тамил-Наду за лучшие диалоги |
| 2005       | Превозмочь себя  | Ghajini (там.)           | Да                 |                    | Да                 |                                                         |
| 2006       |                  | Stalin (тел.)            | Да                 |                    | Да                 |                                                         |
| 2008       | Гаджини          | Ghajini (хинди)          | Да                 |                    | Да                 | ремейк «Превозмочь себя»                                |
| 2011       | Где-то, когда-то | Engaeyum Eppothum (там.) |                    | Да                 |                    |                                                         |
| 2011       | Седьмое чувство  | 7am Arivu (там.)         | Да                 |                    | Да                 |                                                         |
| 2012       | Тайное оружие    | Thuppakki (там.)         | Да                 |                    | Да                 |                                                         |
| 2013       |                  | Vatthikuchi (там.)       |                    | Да                 |                    |                                                         |
| 2013       | Он и Она         | Raja Rani (там.)         |                    | Да                 |                    |                                                         |
| 2014       | Питер Каратист   | Maan Karate (там.)       |                    | Да                 | Да                 |                                                         |
| 2014       |                  | Holiday (хинди)          | Да                 |                    | Да                 | ремейк «Тайное оружие»                                  |
| 2014       | Кинжал           | Kaththi (там.)           | Да                 |                    | Да                 | Filmfare Award South за лучшую режиссуру                |
| 2015       | Перевозчик       | 10 Enradhukulla (там.)   |                    | Да                 |                    |                                                         |
| 2016       |                  | Akira (там.)             | Да                 | Да                 | Да                 | ремейк Mouna Guru                                       |
| 2017       |                  | Spyder (тел.) (там.)     | Да                 |                    | Да                 |                                                         |
| 2018       |                  | Sarkar (там.)            | Да                 |                    | Да                 |                                                         |
| 2020       |                  | Darbar (там.)            | Да                 |                    | Да                 |                                                         |